# 이타마르 벤 아비

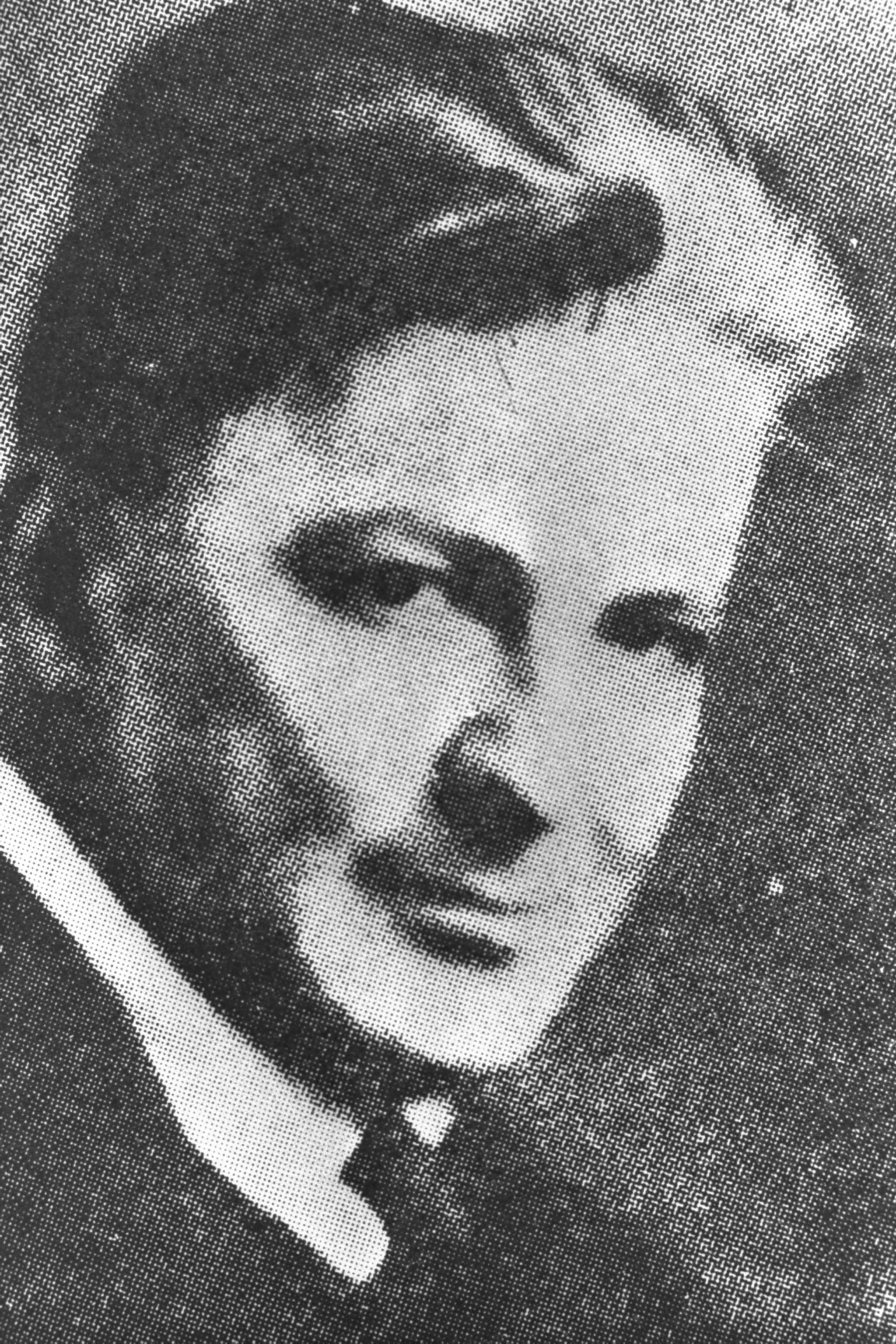
이타마르 벤 아비

이타마르 벤 아비(1888년 7월 31일- 1943년 4월 8일)은 이스라엘인 시오니스트이자, 신문발행인이다. 엘리제르 벤 예후다의 아들로 2000년 만에 처음 부활된 히브리어를 다시 말하게 된 사람이다. 어릴적 이름은 벤지온(Ben Zion;지온의 아들)이며 나중에 이타마르란 이름으로 바꾼다.

## 어린 시절
어렸을 때, 벤지온은 같이 놀 동무들을 늘 찾아다녔지만, 그의 부모는 다른 말을 쓰는 애들과 절대 어울리지 못하도록 철저히 막았다. 그가 유일하게 사귄 어릴적 동무는 집에서 기르던 마헤르(히브리어로 "빠른"의 뜻)라는 개뿐이었다. 벤지온은 이렇듯 친구 없는 쓸쓸한 유년시절을 보낸 대신, 유일하게 히브리어를 익히며 자랐다.
벤지온은 이것외에도 여러 피붙이 친척과 어머니도 잃는 등, 불행한 삶을 살았으며, 히브리어를 성스러운 언어로 다루던 정통파 유대인들로부터도 배척당했다.
어머니의 죽음이후 아버지 벤 에후다는 마지막 아내의 누이를 아들의 아내로 들였으며, 벤지온은 이름을 이타마르로 바꾸었다. 이타마르란 이름은 히브리어 어근인 t-m-r에서 가져온 것으로 시오니즘의 상징인 종려나무를 가리킨다.
아비란 성은 아버지 엘리제르 벤 예후다의 머릿글자를 딴 것이며, 히브리어로 "내 아버지"뜻도 된다.

## 성년 시절
19살 때 그는 살던 곳을 떠나 유럽으로 여행을 떠났으며, 파리와 베를린에서 공부했다. 팔레스타인으로 돌아와서는
저널리스트로 활약하면서 여러 신문을 발행하였다. 이타마르는 열성적인 시오니스트로서 시오니즘 사상전파에 많은 구실을 했다. 이스라엘 건국 5년전에 숨졌으며, 2명의 아이를 낳았다.